# Kaple svatého Jana Křtitele (Ostopovice)
Kaple svatého Jana Křtitele je kaple v obci Ostopovice v okrese Brno-venkov. Nachází se ve středu obce, na náměstí U Kaple. Slouží ke konání pravidelných bohoslužeb.                 

## Historie kaple
Kaple byla postavena v novogotickém slohu začátkem 90. let 19. století, kdy nahradila zděnou obecní zvonici. Mezi hlavní propagátory této stavby patřili tehdejší starosta František Kamenický, František Horák a Josef Palkovský. Stavitelem byl František Přikryl z Brna. Se stavbou se začalo 8. června 1892 a v polovině května 1893 byla stavba kaple dokončena.
Kaple byla posvěcena brněnským biskupem Františkem Saleským Bauerem, který sloužil první slavnostní mši v obci. Slavnost posvěcení kaple byla významnou událostí pro celou obec, která byla vyzdobena prapory v národních, zemských a papežských barvách, zelení a květinami. V předvečer slavnosti se konal lampionový průvod s hudbou. 
Přestože byl původním patronem obce svatý Medard, po vybudování nové kaple se jím stal svatý Jan Křtitel.